# ひなたフェードイン!
『ひなたフェードイン!』は、水谷ゆたかによる日本の4コマ漫画。芳文社発行の『まんがタイムファミリー』にて、2009年2月号から4月号までゲスト連載され、2010年2月号から本連載となったが、2011年9月号を最後に休載。そのまま連載復帰することなく『まんがタイムファミリー』が2018年5月号を最後に休刊となったため、事実上の未完・打ち切り作品となっている。

## 概要
大学生の高村ひなたを主人公とし、主に彼女のバイト先である結婚式場を舞台とした作品。優しい作風であり、読んでいると心が温かくなったり、思わず微笑んでしまうような話が特徴。主にひなたや周囲の人たちのユニークな言動がネタとなり、その一方でひなたの相葉への気持ちが徐々に大きくなる様子を描くこともある。

## 登場人物
高村ひなた
大学の1回生で連載当初は19歳。後に作中で二十歳を迎えた。
友人のみのりの紹介で結婚披露宴の照明係のバイトを始めた事から物語は始まる。
ちょっと気弱でうっかりさんだが、いつも一生懸命な性格。また、披露宴の盛り上がりでもらい泣きをする等、感受性が非常に強い。
地区ごとのポイントカードのホルダーを作っている等、ポイントカードやポイントシールを集めるのが楽しみ。
料理は上手なのだが、なぜか台所がエラいことになってしまう。
現在は車の免許を取るために教習所に通っている。あまり運転には向いておらず、教習にはかなり苦労している様子だが、休日には相葉に特訓に付き合ってもらっている。
その相葉に徐々に惹かれており、周囲から見ても明らかに好きになっているのだが、ひなた自身は自分の気持ちに気付いていない。
早苗みのり
ひなたの親友で大学もアルバイト先も同じ。
ひなたに結婚披露宴のバイトを紹介し、職場での先輩でもある。
本気になる時は眼鏡をかける。
バイト中に色々と妄想するのが趣味。また、「自分の披露宴用の個人的メモ」や「20歳までにやっておくことリスト」等を作ったりもしている。
ひなたとは自他ともに認める親友であり、彼女の行動パターンを知り尽くしており、ひなた自身が気づいていないことでも見抜いてしまう。
相葉直
ひなたのバイト先の上司で、披露宴の進行を全て取り仕切る通称「キャプテン」。
一見すると怖そうだが、会場裏に住みついたネコの世話をしたり、車にはネコのぬいぐるみが積んでいたり、プレゼントに健康グッズを送る等する面もある。
また、仕事中は別人のような最高の笑顔で接客をするプロ。仕事は多岐にわたり、披露宴のほとんどの仕事、バイトの服装チェックや参列者への細かな気配りまでありとあらゆる仕事をこなす。
時折ひなたに冗談を言ってはその反応を楽しんでいる。
また、面倒見のいい性格で、ひなたと休みが一緒になった時は彼女の車の運転の特訓に付き合っている。
真木
バイトの統括をしている女性。
非常に華やかでオーラのある人だが、仕事中はオーラを消すことが出来る。
若く見えるが、今の仕事を十数年続けているなど謎が多く、誰も年齢を知らない。
非常に気さくな性格で、相葉の事を「相葉っち」、ひなたの事を「ひ―たん」、みのりの事を「みのっティー」と呼ぶ。
ひなたの相葉への気持ちに気付き、きっかけ作りとして相葉にひなたの車の運転の特訓を提案した人でもある。
プロポーズの言葉は絶対「君の味噌汁が毎日飲みたい」がいいらしい。
寺本さとし
ケーキ職人見習い。
みのりに惚れており、その事は周囲にすっかりばれてしまているが、肝心のみのりには全く気付いてもらえていない。
元々サッカー部だったこともあり、サッカーの話題となると活き活きする。ワールドカップ中は制服の下に日本代表のユニフォームを着ていた。
柿本
登場しているスタッフの中で唯一の既婚者であり、それゆえの苦労を感じさせる鋭い一言がネタになることが多い。
まだ小さな子供がいる。

## 単行本
- 芳文社より「まんがタイムコミックス」として刊行されている。

1. 2011年3月22日発行 ISBN 978-4-8322-6948-4